# Caçador de recompensas

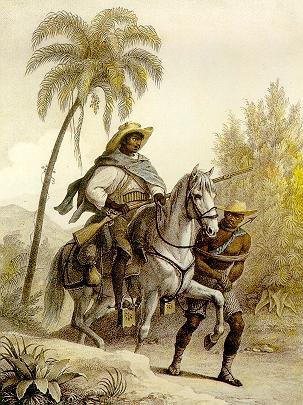
O caçador de recompensas procurando por escravos fugitivos, 1823, por Johann Moritz Rugendas.

Um caçador de recompensas é um civil que tenta capturar criminosos fugitivos para receber recompensas financeiras. Nos Estados Unidos, os caçadores de recompensas são relativamente comuns.
Em 1873, na Suprema Corte de Justiça norte-americana, o caso "Taylor vs. Taintor" deu autoridade quase ilimitada para os caçadores de recompensas. Diferente de um policial, eles não precisam de um mandado para invadir uma casa. Além disso, não precisam de treinamento e, geralmente, não possuem licença.
Apesar disso, alguns estados norte-americanos criaram leis estaduais criando algumas restrições para o trabalho dos caçadores de recompensas. Na Califórnia, por exemplo, eles precisam de duas semanas de treinamento. Já no Texas têm proibido o porte de armas de fogo.